# 1855 - La prima grande rapina al treno
1855 - La prima grande rapina al treno (The First Great Train Robbery), noto anche come 1855 - La grande rapina al treno, è un film del 1978, diretto da Michael Crichton, interpretato da Sean Connery, Donald Sutherland e Lesley-Anne Down. Il film è basato sul romanzo La grande rapina al treno (The Great Train Robbery), scritto nel 1975, dallo stesso Crichton e tanto il romanzo quanto il film fanno riferimento ad un fatto realmente avvenuto.

## Trama
Nel 1855 il mezzo di locomozione più veloce e moderno al mondo è il treno a vapore. La banca inglese Huddelston & Bradford utilizza abitualmente il treno per trasferire da Londra al porto di Folkestone le casse contenenti le paghe dei soldati inglesi impegnati nella guerra di Crimea. Il prezioso carico (25.000 sterline in lingotti d'oro) è costantemente presidiato da guardie armate e custodito in due robuste cassaforti della ditta Chubb chiuse con quattro serrature. Le possibilità di appropriarsi dell'oro durante il tragitto sembrano inesistenti, ma Edward Pierce, conosciuto come “l'armatore", non crede che ciò sia irrealizzabile. Usando ingegno, pazienza, audacia ed un ristretto numero di aiutanti, Pierce compirà un'impresa ben presto definita da tutti i giornali "storica".
La prima difficoltà da superare sono le quattro chiavi necessarie per aprire le casseforti speciali, le quali sono ben saldate al vagone e sono dure da aprire.
Una chiave è in possesso di Edgar Trento, il presidente della Huddelston & Bradford; Trent è un uomo senza vizi apparenti, ma Pierce scopre che talvolta di notte porta in segreto il suo cane a gareggiare in combattimenti clandestini e in uno di questi ne approfitta per fare la sua conoscenza e inizia a frequentare la sua casa dopodiché finge di corteggiare la figlia Elisabeth, bruttina e zitella; chiacchierando con lei scopre che il nascondiglio della chiave è nella cantina della casa e assieme all'amico Robert Agar il "ferramenta" (scassinatore), entra di nascosto nella villa per farne il calco.
La seconda chiave è la più facile; la custodisce Henry Fowler, direttore della Huddelston & Bradford, ma anche amico di Pierce; Fowler è un chiacchierone per natura e spiega a Pierce che la porta sempre al collo. Essendo Fowler, come molti gentiluomini dell'epoca, un regolare frequentatore di prostitute, Pierce lo fa incontrare in una casa chiusa con la sua amante e complice Miriam, che si spaccia per una professionista del settore. Miriam lo fa svestire e liberare della chiave, e quando Fowler è distratto Agar fa un calco nascosto dietro la tenda. Poi Pierce mette in scena una retata della polizia per togliere Miriam dagli impicci: Fowler fugge temendo di essere preso e messo alla berlina in seguito dall'opinione pubblica.
Le restanti chiavi sono la parte più complessa: sono custodite nell'ufficio spedizioni della stazione; la stazione è vuota di notte, ma è controllata da una guardia che resta sempre accanto alla porta salvo un brevissimo lasso di tempo (75 secondi) in cui si assenta per andare in bagno; Agar non avrebbe il tempo materiale di scassinare la porta, entrare nell'ufficio, cercare le chiavi, farne il calco, rimettere tutto a posto e sparire senza essere visto o sentito! Pierce recluta perciò Clean Willy, un "biscia" (persona piccola e agile capace di infilarsi ovunque) attualmente in carcere: questi evade rocambolescamente per unirsi alla banda; Willy si introduce nell'ufficio dall'alto, apre la porta facilitando il compito a Agar che, quando la guardia si assenta nuovamente, si precipita nell'ufficio e riesce a prendere le impronte di entrambe le chiavi. Tuttavia in seguito Willy viola l'ordine di Pierce di restare nascosto e viene sorpreso dalla polizia a borseggiare; per salvarsi, spiffera del colpo e l'ispettore Sharp lo costringe a fare da esca per attirare Pierce in trappola. Pierce intuisce però il pericolo e semina i poliziotti, mentre il giorno dopo la sua guardia Barlow strangola Willy.
Ma ora le autorità sanno della rapina, quindi aumentano la sicurezza: la porta del vagone viene chiusa dall'esterno, ogni bagaglio tanto grande da nascondere un uomo è perquisito prima del carico, e nessuno tranne la guardia può stare nel vagone. Per portare Agar dentro, Pierce lo nasconde in una bara facendolo passare per cadavere; la guardia Burgess, corrotta in anticipo, lo aiuta ad uscire; un altro problema è la presenza di Fowler sul treno, ma Pierce lo distrae tramite Miriam e arriva al vagone passando sul tetto; apre la porta ed aiuta a sostituire l'oro con pallini di piombo, poi lancia con Agar le valigie fuori dal treno, dove Barlow le aspetta. Ma commette l'errore fatale: non ha pensato che la corsa gli avrebbe rovinato gli abiti, quindi è costretto a prendere quelli di Agar, più piccolo di corporatura, e anche questi si rovinano parzialmente; per questo, mentre esce dalla stazione di Folkestone, la polizia lo riconosce e lo arresta.
Tempo dopo Pierce è in tribunale, dove sta raccontando come si sono svolti i fatti al giudice, facendosi beffe di polizia e banca; Pierce viene condannato e mandato in carcere, ma i suoi complici sono pronti a farlo evadere: Agar è vestito da vetturino della carrozza, e Miriam travestita approfitta della confusione (diversamente dall'alta borghesia e nobiltà, le classi più basse del popolo vedono Pierce come un eroe popolare e un coraggioso per la sua impresa) per passargli la chiave delle manette; Pierce fugge, tra la felicità della folla e l'umiliazione della polizia.

## Produzione
La parte di "Clean" Willy è stata interpretata da Wayne Sleep, un ballerino della Royal Ballett Company, che ha realmente compiuto molte delle prodezze del personaggio del romanzo, anche quella di scalare le pareti della prigione di Newgate, con il rischio di cadere e ferirsi.
La locomotiva a vapore utilizzata nelle riprese esterne non forniva potenza sufficiente per trainare le carrozze del treno. Così è stato utilizzato un locomotore Diesel, camuffato da furgone merci, allo scopo di fornire la spinta supplementare necessaria allo scopo. È stata l'ultima pellicola di Peter Butterworth e l'ultima interpretata da André Morell.

## Fatto storico
Sia il romanzo sia il film sono basati sulla vera rapina al treno del 1855, ma nel film gli eventi sono molto romanzati dagli sceneggiatori. Nel film i protagonisti incontrano molti ostacoli, quando in realtà l'unico problema fu di dover rimandare il colpo diverse volte per vari imprevisti, ma una volta sul treno la rapina si rivelò molto semplice da compiere e non presentò alcun problema.

## Riconoscimenti
- 1980 – Edgar Award
  - Migliore sceneggiatura